# Aarau
Aarau es la capital del cantón suizo de Argovia y del distrito de Aarau. Se encuentra a orillas del Aar en la parte sur del Jura. La parte sur de la ciudad hace frontera con el cantón de Soleura. La tercera ciudad en habitantes del cantón es el centro de una aglomeración con más de 70.000 habitantes. De marzo a septiembre de 1798 Aarau fue la primera capital de Suiza.

## Geografía
El centro histórico de Aarau se alza sobre una base de roca en una parte estrecha del valle del Aar en la ladera sur del Jura. Los barrios nuevos se encuentran o en las terrazas que limitan al este con la zona rocosa o en el valle en ambas orillas del río.
Aarau linda al norte con la comuna de Küttigen, al noreste con Biberstein y Auenstein, al este con Buchs, al sureste con Suhr, al sur con Unterentfelden, y al oeste con Eppenberg-Wöschnau (SO), Erlinsbach (SO) y Erlinsbach.
Al crecer la ciudad de Aarau se ha unido con casi todas las comunas colindantes y forma una región de asentamiento continua. Al sur y al suroeste de la ciudad se encuentran los bosques de Gönert y Obernholz que forman una frontera natural frente a Eppenberg-Wöschnau y Unterfelden respectivamente, estas son las únicas comunas que no están completamente unidas con Aarau.
Aproximadamente el 90 % del área de la ciudad se encuentran al sur del Aar, el 10 % al norte. La superficie es de 894 hectáreas de las que 301 hectáreas son arborizadas y 491 hectáreas edificadas. El punto más bajo de la ciudad se encuentra a 365 m a orillas del río, el lugar más alto es el Hungerberg con una altura de 471 m que se encuentra en el límite con Küttigen.
El topónimo es Aarau ([ˈaːraʊ], localmente [ˈɑːræʊ]).

## Historia

### Edad Antigua
En el área comunal de Aarau se han encontrado varios artefactos del neolítico. Cerca de la actual estación se hallaron los restos de un asentamiento de la edad de bronce (aprox. 1000 a. C.)
Durante la época romana pasó por allí la vía romana entre Soladurum (Soleura) y Vindonissa (Windisch) que coincide con el recorrido de la actual calle de la estación. En 1976 buceadores encontraron los restos de un puente de madera de finales de la época romana. Estos restos indican que ya entonces existía un paso firme sobre el río.

### Edad Media

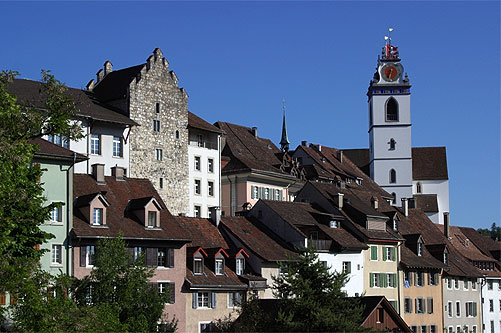
Ciudad vieja de Aarau

A principios del siglo XIII se construyó en el extremo este del actual casco antiguo el "Schlössli" (palacito), una torre fortificada que controla el puente. En una roca sobre el río Aar los condes de Kyburgo fundaron la ciudad de Aarau. Las instalaciones fueron dominadas por una torre ("Rore-Turm") que hoy en día está integrada en el ayuntamiento.
En 1273 la familia de los de Kyburgo se extinguió. Agnes de Kyburg, que ya no tenía ningún familiar varón, vendió todas las tierras de su familia al rey Rodolfo I de Habsburgo, su padrino. El 4 de marzo de 1283 este concedió a Aarau los derechos de ciudad. En el siglo XIV la ciudad se amplió en dos etapas y fue fortificada con una segunda muralla. Una fosa ancha separaba la ciudad de la "suburbe" sin fortificar. En su lugar se encuentra hoy en día una calle ancha llamada "Graben" (fosa). 
En 1415 Berna conquistó con ayuda de Soleura la parte baja de la comarca. Aarau capituló tras una resistencia breve y tuvo que jurar fidelidad a los nuevos señores. A partir de 1461 Berna era el único señor de Aarau tras haber excluido a los de Soleura paulatinamente.
Durante el siglo XVI se eliminaron los derechos políticos de las clases bajas de la ciudadanía. Las clases altas asignaron todos los oficios sólo a familias consideradas aptas para gobernar.
El 1 de marzo de 1528 los ciudadanos de Aarau decidieron tras presiones de Berna adoptar la creencia protestante. A partir de 1531 Aarau servía como lugar de la asamblea de la parte reformada de la confederación de los cantones suizos (Tagsatzungsort). El crecimiento de la población durante el siglo XVI llevó a aumentar el número de pisos de las casas y a una urbanización más densa. En Aarau se desarrollaron formas primitivas de industria. Sobre todo se fabricaron armas y cuchillos. En contra de lo habitual en otras ciudades los artesanos no se reunieron en gremios.
A partir de los principios del siglo XVIII se estableció también la industria textil. Sobre todo los inmigrantes alemanes aportaron riquezas a la ciudad al introducir la fabricación de telas de algodón y de seda. Las familias más importantes eran los Frey de Lindau y los Herosé de Speyer. Estos inmigrantes cultos también reformaron el sistema escolar de Aarau e introdujeron un espíritu humanista y revolucionario.

### 1798 Capital de la república Helvética

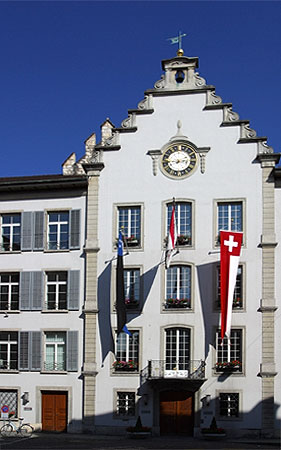
Ayuntamiento de Aarau

El 27 de diciembre de 1797 se celebró en Aarau la última asamblea (Tagsatzung) de la antigua confederación (Eidgenossenschaft). Dos semanas más tarde se instaló en Aarau un emisario francés que alentó el espíritu revolucionario de los ciudadanos, gracias al contraste entre el elevado nivel educativo y la falta de derechos. La ciudad se negó a enviar tropas para defender las fronteras de Berna. A mediados de marzo de 1798 Aarau fue ocupado por tropas francesas. 
El 22 de marzo Aarau fue declarada primera capital de la república Helvética y por lo tanto fue la primera capital de Suiza. El parlamento se reunió en el ayuntamiento municipal, el "directorio" (el gobierno) en el "Haus am Schlossgarten", una casa al lado del parque del palacio. Aunque el arquitecto alsaciano Daniel Osterrieth planificó la construcción de un barrio gubernamental representativo, Aarau resultó demasiado pequeño como para poder cumplir con la función de capital sin problema. Al menos se terminó la primera etapa del barrio en el lado norte del suburbio de Laurenzo. El 20 de septiembre el gobierno se trasladó a Lucerna. Hasta 1803 Aarau siguió siendo capital del Cantón de Argovia y del distrito de Aarau.

### Aarau como capital cantonal
El 19 de febrero de 1803 Napoleón Bonaparte ordenó en el acta de mediación la unión de los cantones de Argovia, Baden y Fricktal. Aarau se convirtió en capital del cantón de Argovia. Esta decisión conllevó la construcción de varios edificios gubernamentales representativos. A principios del siglo XIX el término municipal se amplió a expensas de la vecina Suhl hasta los límites actuales. En 1820 se derrumbaron las murallas y se rellenaron las fosas, permitiendo así la expansión de la ciudad.
La ampliación de la infraestructura

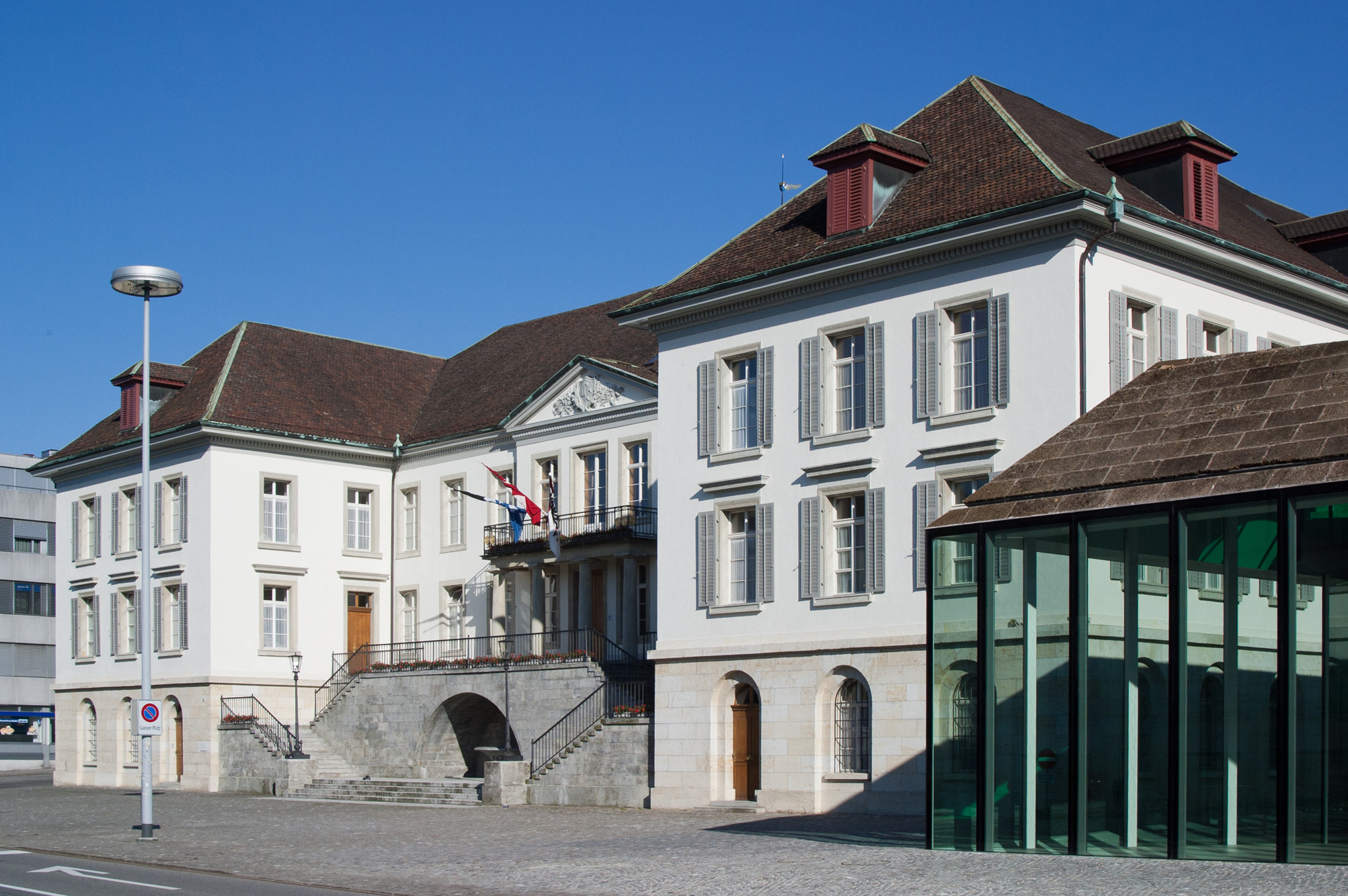
Sede de la administración local.

El puente construido en la Edad Media fue destruido por las riadas tres veces en un período de 30 años por lo que fue reemplazado en 1851 por el puente de cadenas (Kettenbrücke) que existe aún hoy en día. El 9 de junio de 1856 la ciudad fue conectada a la red de ferrocarriles suizos aún en construcción cuando la compañía de Ferrocarriles Suizos (Schweizerische Nationalbahn) abrió el tramo de Aarau vía Olten a Emmenbrücke. El 15 de mayo de 1858 siguió el tramo a Brügg abierto por los Ferrocarriles del Noreste de Suiza (Schweizerische Nordostbahn). La ciudad se convirtió en un nudo importante de tráfico. El Ferrocarril Nacional inauguró el 6 de septiembre de 1877 el tramo regional a Suhr. A principios del siglo XX se inauguraron además dos tranvías eléctricos. El 19 de noviembre de 1901 el tramo a Schöftland y el 5 de marzo de 1904 la "Wynentalbahn" hacia Menziken. Ambas sociedades se fusionaron en 1958.
El desarrollo económico
Debido a la política proteccionista de los estados vecinos, la industria textil de Aarau se derrumbó alrededor de 1850. Mientras tanto sin embargo se habían formado otras ramas industriales, entre ellas la fabricación de matarial de diseño técnico, cemento, zapatos y acero. A partir de 1900 se fundaron muchas empresas de la industria eléctrica y gráfica. A partir de los años 1960' trabajaron más personas en la administración cantonal y el sector terciario que en la industria. En los años 1980 Aarau sufrió una reestructuración profunda. Muchas industrias renombradas fueron segregadas o desaparecieron por completo. El 1 de enero de 2010 fue integrada al territorio comunal la antigua comuna de Rohr.

## Transportes
Ferrocarril
Existe una estación ferroviaria en el centro de la ciudad en la que efectúan parada trenes de larga distancia, regionales y de cercanías de las redes S-Bahn Argovia y S-Bahn Zúrich, por lo que cuenta con conexión directa con las principales ciudades de Suiza y las comunas más importantes del Cantón de Argovia.

## Ciudades hermanadas
- Neuchâtel (Suiza)
- Delft (Países Bajos)
- Reutlingen (Alemania)
- Santa Fe (Argentina)